# Sestrunj
La Isla Sestrunj (en croata: Otok Sestrunj) es una isla en la parte croata del Mar Adriático. Está situada en el archipiélago de Zadar, entre Ugljan, Rivanj y Dugi Otok. Su superficie es de 11,1 kilómetros cuadrados, y tiene una población de 45 personas (según datos de 2011). Estos habitantes se encuentran en el interior de la isla. La isla está parcialmente cubierta de montes bajos con arbustos y bosques bajos.  Vestigios de una Fortaleza de los ilirios se encuentran en la isla. Las principales industrias de la isla son la agricultura y la pesca. 